# オールナイトニッポンJAM
『オールナイトニッポンJAM』（オールナイトニッポンジャム）は、2022年6月20日から配信を開始したアプリ。ニッポン放送が放送した「オールナイトニッポン」シリーズの一部を聴くことができる。

## 概要
オールナイトニッポンの過去の放送を月額500円で聴くことができるサブスクリプションとなっている。
配信される音源は、おおむね2000年以降のオープンリールやデジタルファイルで収録された法定同録（放送法第十条に基づくもの）や、特別に保存していたもの、番組関係者が個人的に保管していたもの、もしくは開局60周年の際にリスナーから募ったものを基にしている。権利関係の都合上、一部のBGMは編集で音源を分離してBGMの差し替え・カットした上で配信される。初回放送分から順次配信されていく。
2023年10月からは『オールナイトニッポンX』の各番組とアフタートークの配信を開始した。

## 配信ラインアップ
50音順
| 配信期間               | 番組名                                                                         | 備考     |
| ---------------------- | ------------------------------------------------------------------------------ | -------- |
| 2022年6月20日 -        | EXILE NESMITHのオールナイトニッポン                                            |          |
| 2022年6月20日 -        | オードリーのオールナイトニッポン                                               | [ 注 1 ] |
| 2022年6月20日 -        | 宮藤官九郎のオールナイトニッポンGOLD                                           |          |
| 2022年6月20日 -        | 久保ミツロウ・能町みね子のオールナイトニッポン0(ZERO)                          |          |
| 2022年6月20日 -        | Creepy Nutsのオールナイトニッポン0(ZERO) Creepy Nutsのオールナイトニッポン     | [ 注 1 ] |
| 2022年6月20日 -        | くりぃむしちゅーのオールナイトニッポン                                         |          |
| 2022年6月20日 -        | ゴールデンボンバー鬼龍院翔のオールナイトニッポン                               |          |
| 2022年6月20日 -        | 三代目J SOUL BROTHERS 山下健二郎のオールナイトニッポン                         |          |
| 2022年6月20日 -        | 次長課長のオールナイトニッポンR                                                | [ 注 1 ] |
| 2022年6月20日 -        | SUPER BEAVER 渋谷龍太のオールナイトニッポン0(ZERO)                             |          |
| 2022年6月20日 -        | 菅田将暉のオールナイトニッポン                                                 | [ 注 1 ] |
| 2022年6月20日 -        | 角田龍平のオールナイトニッポンR                                                |          |
| 2022年6月20日 -        | Czecho No Republicのオールナイトニッポン0(ZERO)                                |          |
| 2022年6月20日 -        | チャランポランタンのオールナイトニッポン0(ZERO)                                |          |
| 2022年6月20日 -        | チュートリアルのオールナイトニッポンR                                          | [ 注 1 ] |
| 2022年6月20日 -        | 土屋礼央のオールナイトニッポン                                                 |          |
| 2022年6月20日 -        | ニューヨークのオールナイトニッポン0(ZERO)                                      | [ 注 1 ] |
| 2022年6月20日 -        | ネプチューンのallnightnipponSUPER!                                             |          |
| 2022年6月20日 -        | 乃木坂46のオールナイトニッポン                                                 |          |
| 2022年6月20日 -        | Hi-Hiのオールナイトニッポン0(ZERO)                                             | [ 注 1 ] |
| 2022年6月20日 -        | ファーストサマーウイカのオールナイトニッポン0(ZERO)                            | [ 注 1 ] |
| 2022年6月20日 -        | 堀内健とビビる大木のオールナイトニッポン                                       |          |
| 2022年6月20日 -        | ポルノグラフィティ岡野昭仁のオールナイトニッポン                               |          |
| 2022年6月20日 -        | 水溜りボンドのオールナイトニッポン0(ZERO)                                      |          |
| 2022年6月20日 -        | 本村康祐・西岡隼基のオールナイトニッポン0(ZERO)                                |          |
| 2022年6月20日 -        | 吉田山田のオールナイトニッポン0(ZERO)                                          |          |
| 2022年6月20日 -        | 四千頭身のオールナイトニッポン0(ZERO)                                          |          |
| 2022年6月20日 -        | ラブレターズのオールナイトニッポン0(ZERO)                                      |          |
| 2022年6月20日 -        | ランパンプスのオールナイトニッポン0(ZERO)                                      |          |
| 2022年6月20日 -        | WANIMAのオールナイトニッポン0(ZERO)                                            | [ 注 1 ] |
| 2022年7月22日 -        | hideのオールナイトニッポンR                                                    |          |
| 2022年8月20日 -        | miwaのオールナイトニッポンR                                                    | [ 注 2 ] |
| 2022年10月1日 -        | 西川貴教のオールナイトニッポン                                                 | [ 注 3 ] |
| 2023年2月2日 - 7月31日 | アルコ&ピースのオールナイトニッポン0(ZERO) アルコ&ピースのオールナイトニッポン |          |
| 2023年10月4日 -        | 山田裕貴のオールナイトニッポンX                                                |          |